# Ponte Saint-Bénézet
43° 57′ 14″ N, 4° 48′ 18″ L

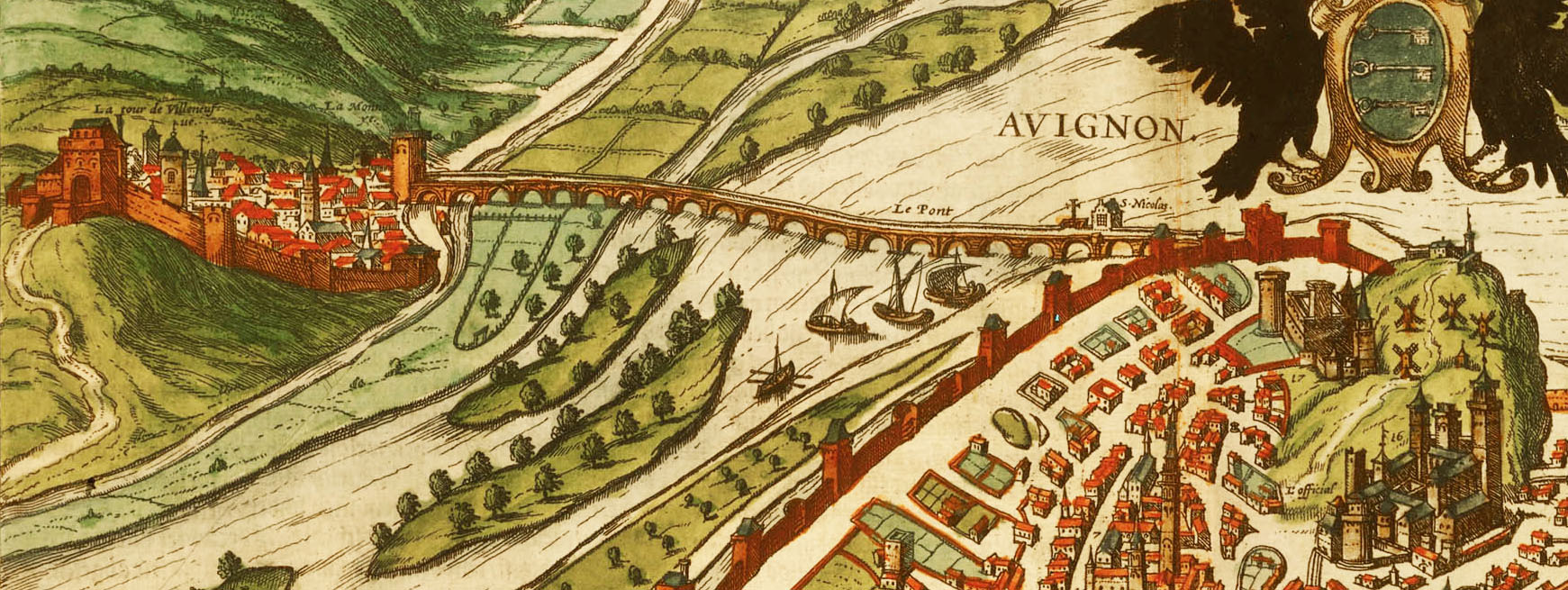
A ponte com os arcos intactos em impressão publicada em 1575

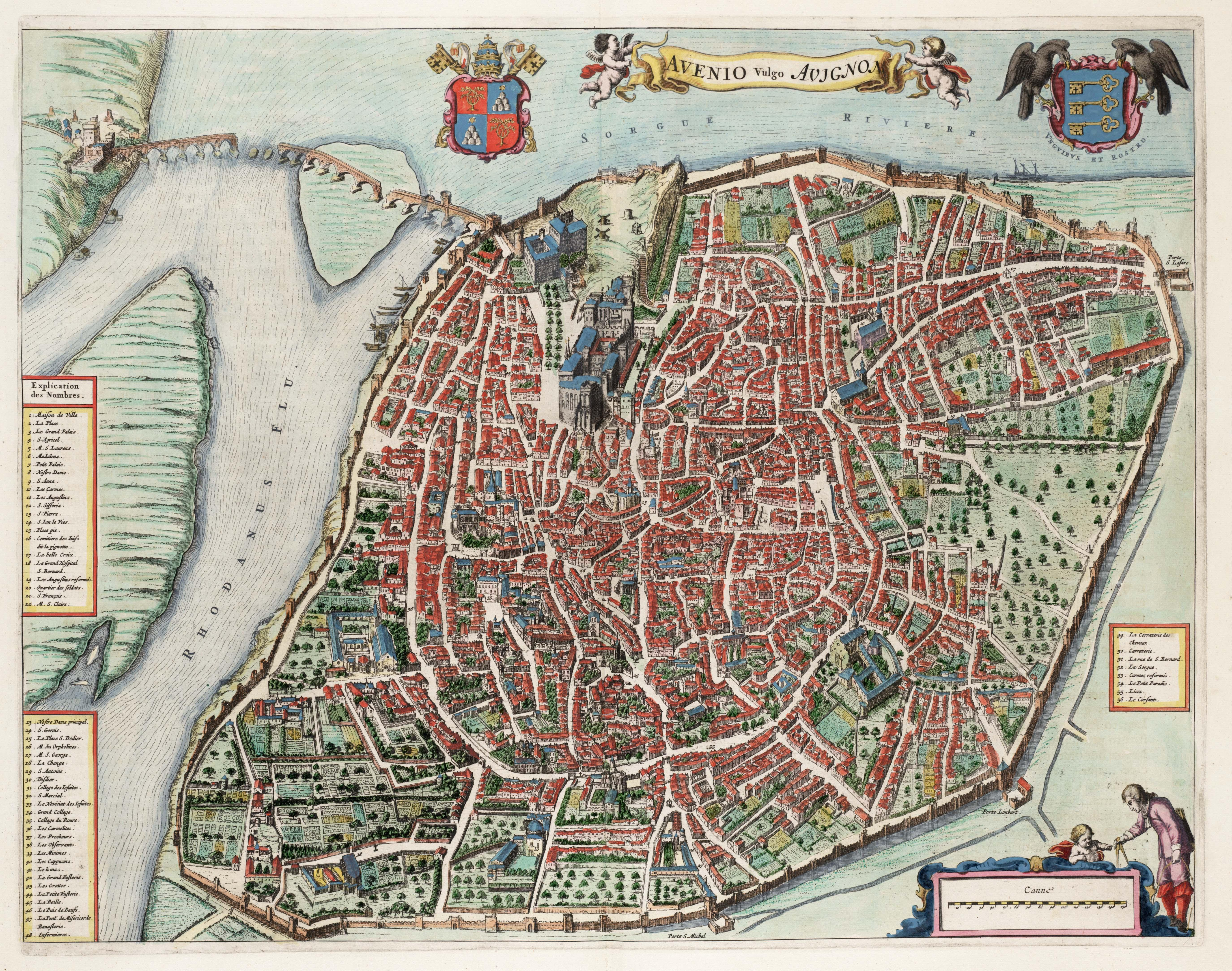
Mapa de Avignon mostrando arcos perdidos, impresso em 1663, mas baseado em um mapa de 1618

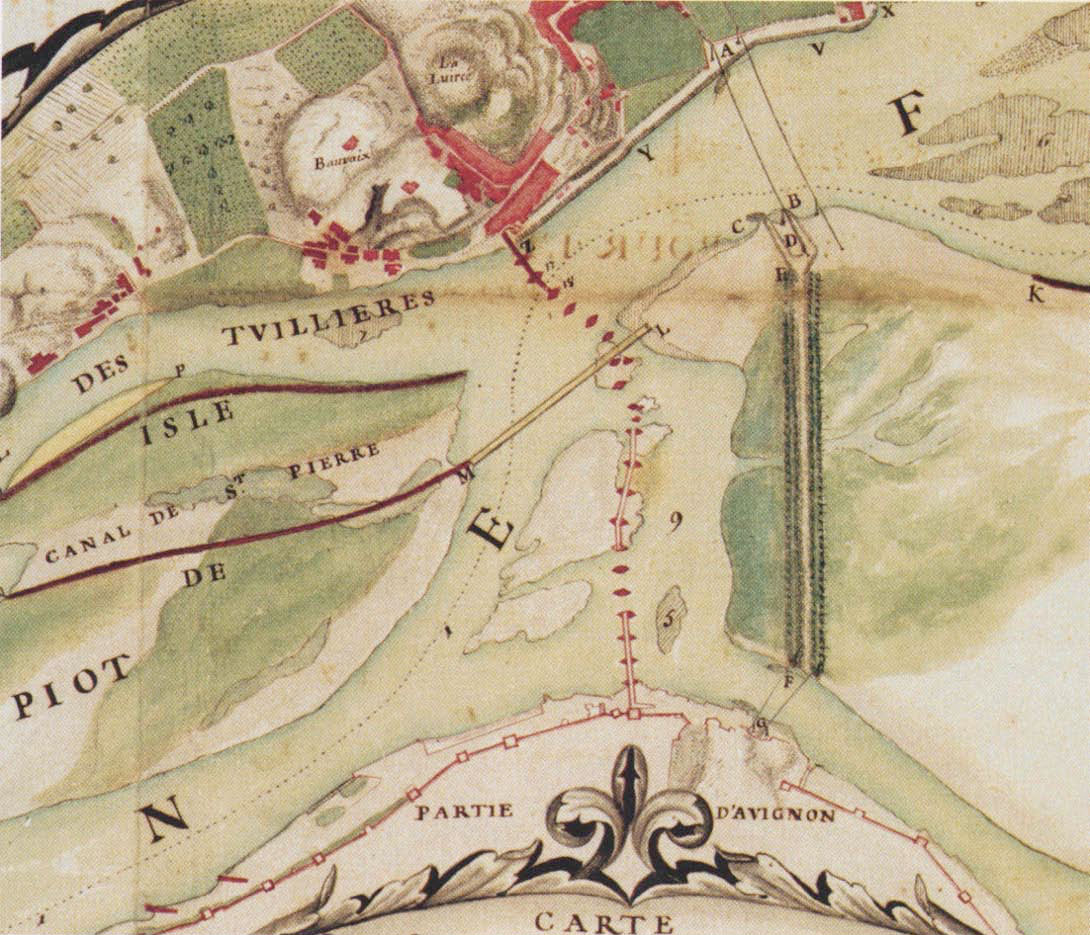
Mapa de 1685 mostrando os pilares da ponte. O cais na margem perto da Torre Philippe-le-Bel foi omitido. Nesta data, 10 dos 22 arcos haviam desabado

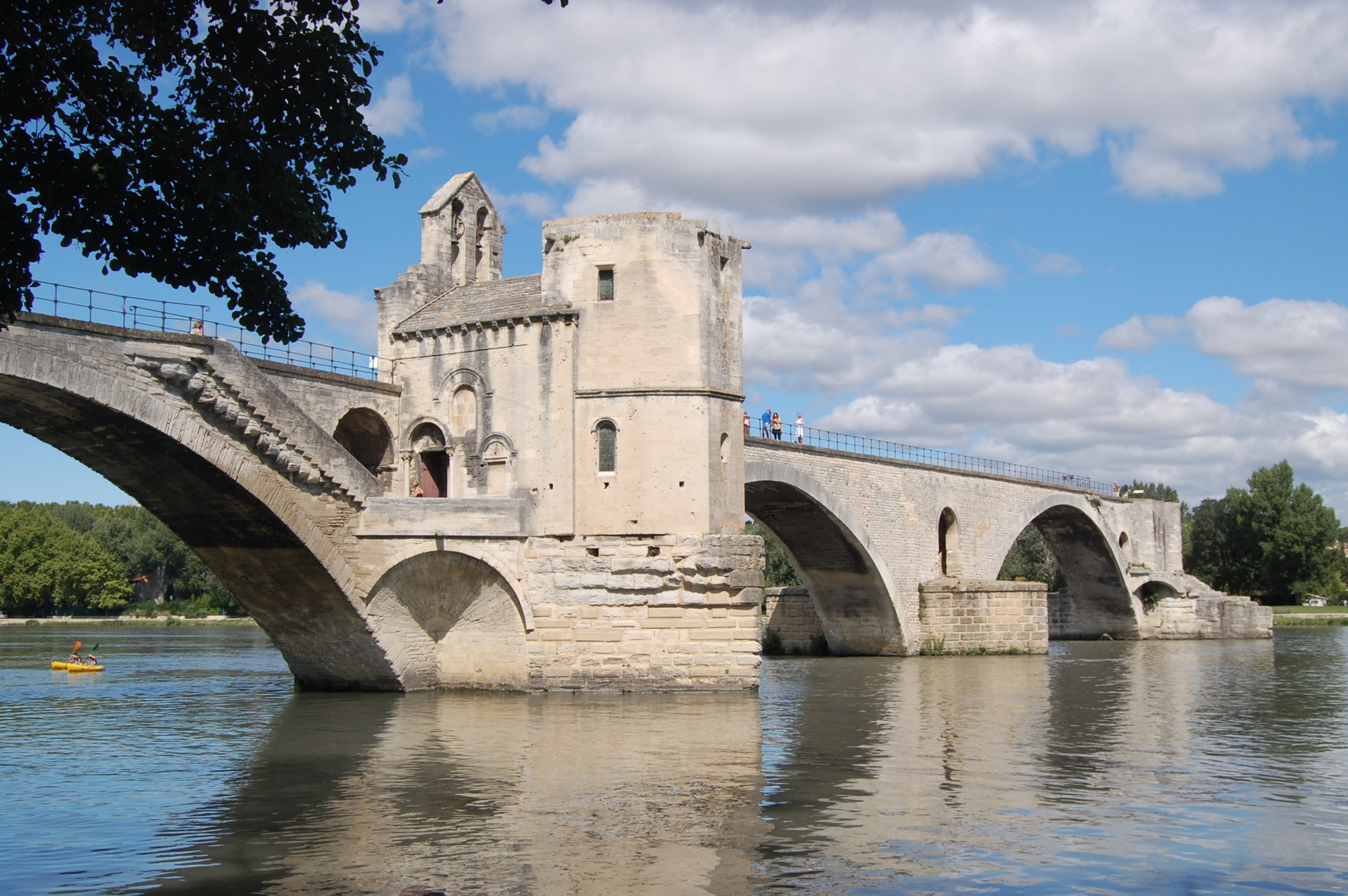
O lado norte da ponte com a Capela de São Nicolau

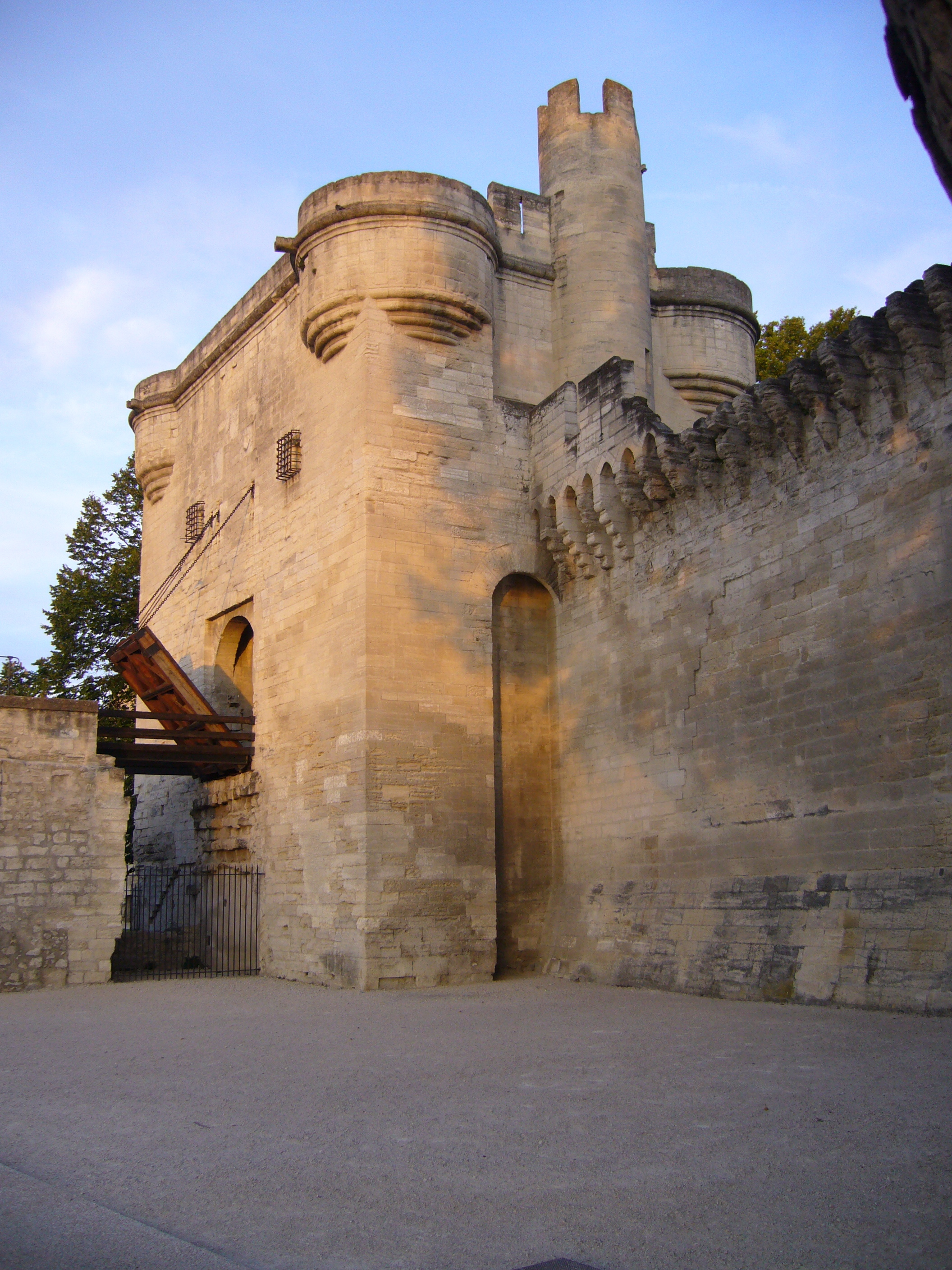
Ponte levadiça ligando a ponte ao portal da muralha da cidade

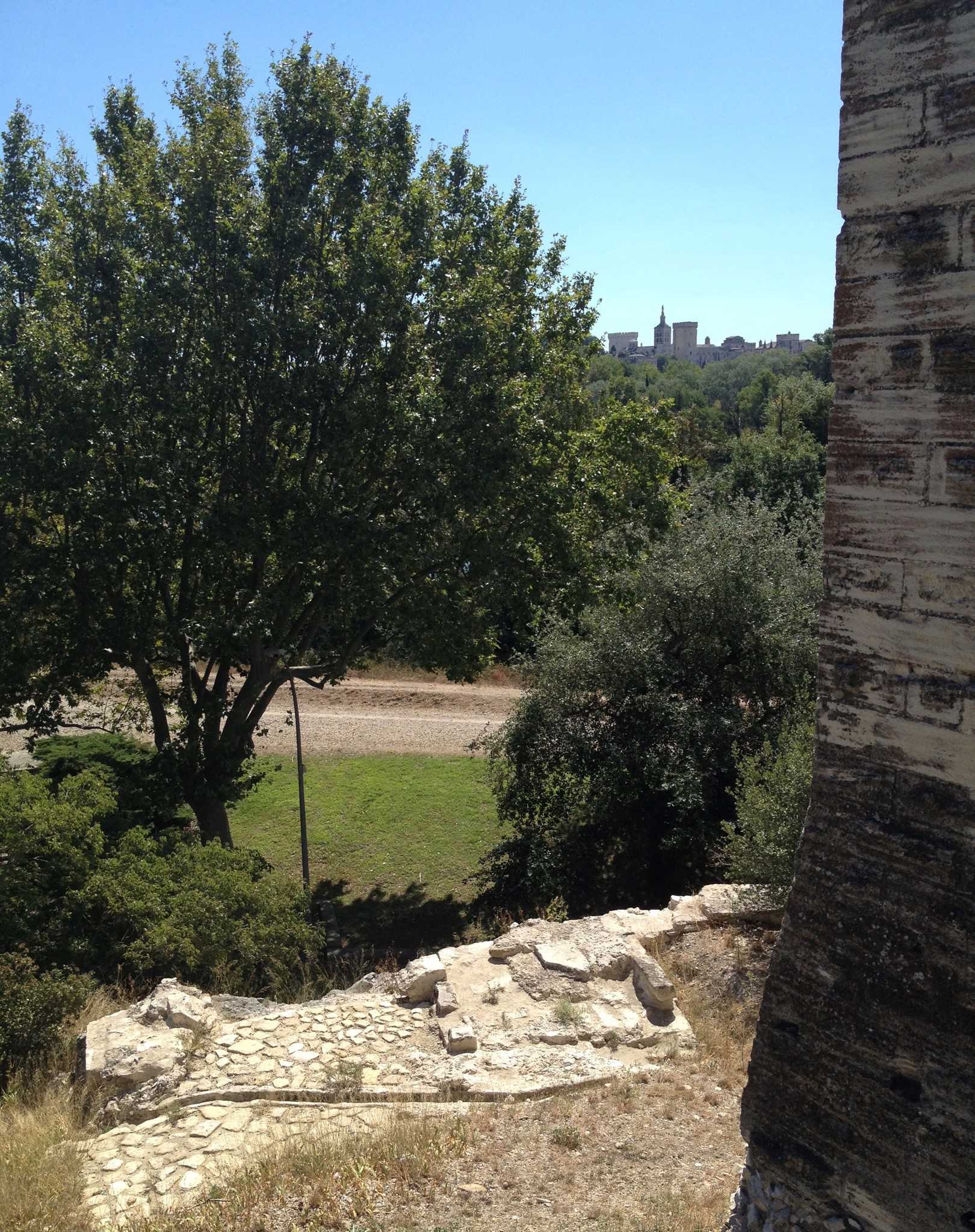
Restos da portaria que conduz à ponte, abaixo do Tour Philippe-le-Bel

A Ponte Saint-Bénézet (pronúncia em francês: [pɔ̃ sɛ̃ benezɛ]; em Provençal: Pònt de Sant Beneset), também conhecida como Pont d'Avignon (IPA: [pɔ̃ daviɲɔ̃]), era uma ponte medieval que cruza o rio Ródano na cidade de Avignon no sul da França, da qual hoje somente 4 arcos sobrevivem.
A Ponte Saint-Bénézet (pronúncia em francês: [pɔ̃ sɛ̃ benezɛ]; em Occitano provençal |Provençal]]: Pònt de Sant Beneset), também conhecida como he Pont d'Avignon (IPA: [pɔ̃ daviɲɔ̃]), era uma ponte medieval que cruza o rio Ródano na cidade de Avignon no sul da {França]], da qual somente 4 arcos sobrevivem.
Uma ponte de madeira que atravessava o Ródano entre Villeneuve-lès-Avignon e Avignon foi construída entre 1177 e 1185. Essa ponte antiga foi destruída quarenta anos depois, em 1226, durante a Cruzada Albigense quando Luís VIII de França sitiou Avignon. A partir de 1234 a ponte foi reconstruída com 22 arcos de pedra. A ponte de pedra tinha cerca de 900 metros de extensão e apenas 4,9 metros de altura, incluindo os parapeitos nas laterais. A ponte foi abandonada em meados do século XVII, pois os arcos tendiam a desabar cada vez que o Ródano inundava, tornando a sua manutenção muito cara. Quatro arcos e a portaria na extremidade da ponte em Avignon sobreviveram. A Capela de São Nicolau que fica no segundo pilar da ponte, foi construída na segunda metade do século XII, mas desde então foi substancialmente alterada. O terminal ocidental, a torre Filipe o Belo, também está preservada.
A ponte serviu de inspiração para a canção Sur le pont d'Avignon, a qual é considerada um marco da cidade. Em 1995, os arcos sobreviventes da ponte foram classificados como Património Mundial, juntamente com o Palácio dos Papas de Avinhão, a Catedral de Avinhão (Catedral de Avignon (Cathédrale Notre-Dame des Doms) e outros monumentos do centro histórico da cidade, pelo seu testemunho do papel de liderança do Papado de Avinhão durante os séculos XIV e XV.

## História
A ponte atravessava o Ródano entre Avignon e Villeneuve-lès-Avignon. A primeira ponte foi construída entre 1177 e 1185, mas foi destruída durante o Cerco de Avignon (1226 por Luís VIII de França. A partir de 1234 a ponte foi reconstruída. Os historiadores sugeriram que a primeira ponte teria sido construída inteiramente em madeira ou pode ter sido uma superestrutura de madeira apoiada em pilares de pedra. Somente quando reconstruída a ponte foi construída inteiramente em pedra.{{efn|.A ponte é mencionada em uma carta enviado pelos prelados e barões do exército de Luís VIII ao [[Frederico II do Sacro Imperador Romano em 1226 justificando sua conduta no cerco de Avignon. A carta refere-se a uma ponte de madeira construída pelos cidadãos de Avignon: "quam transire permisserant per pontem ligneum quem extra villam facerant".}}  A ponte de pedra tinha 22 arcos e 21 pilares e um comprimento de cerca de 900 m (980 yd).
Não corria diretamente entre as duas portarias, mas sim seguia um caminho curvo, provavelmente uma adaptação à posição das ilhas da época. Ao longo dos séculos, o Ródano deslocou-se através da sua planície aluvial. A posição das ilhas no século XIII não está bem documentada, mas um mapa do século XVII mostra que o extremo sul da Île de la Barthelasse ficava a montante da ponte. A ponte cruzava pequenas ilhas que ficavam a montante da Ilha de Piot. O espaçamento entre os pilares variava entre 37 e 52 m.. A ponte tinha apenas 4,9 m de largura, incluindo os parapeitos no lados. Os arcos estavam sujeitos a desabar quando o rio inundasse e às vezes foram substituídos por estruturas temporárias de madeira antes de serem reconstruídas em pedra. 
A ponte caiu em mau estado durante o século XVII. Em 1644, faltavam quatro arcos na ponte, e uma enchente em 1669 destruiu uma parte maior da estrutura. Desde então, seus arcos sobreviventes ruíram sucessivamente ou foram demolidos e apenas quatro dos os arcos permanecem. O único outro vestígio visível da ponte é alguma alvenaria do cais 11 que está anexado a um edifício privado na Île de la Barthelasse. al.|2013}} Restos de outros cais estão enterrados sob uma espessa camada de sedimentos na ilha ou no fundo do Ródano. As localizações dos cais 9 e 10, ambos agora na Île de la Barthelasse, foram confirmadas por núcleos perfurados em suas posições esperadas. A alvenaria dos pilares foi alcançada a uma profundidade de 3 metros abaixo do nível do solo. Logo abaixo da alvenaria, a uma profundidade de cerca de 6,7 m, foram recuperados fragmentos de madeira, identificados como abeto prateado (Abies alba).Datação por radiocarbonor [[carbono-14 deste material forneceu datas de 1238–1301 DC para o cais 9 e 1213–1280 DC para o cais 10 (o intervalo é para 2σ).
Os arcos são segmentais em vez da forma semicircular normalmente usada em pontes romanas. Dos arcos restantes, o maior vão é de 35,8  entre o terceiro e o quarto pilares.{ {sfn|Marié|1953|p=135}} Os cais têm possuem talha-mares apontados tanto a montante como a jusante. Estas reduzem a erosão em torno dos pilares, uma das principais ameaças à estabilidade das pontes de pedra. Os pilares foram construídos com aberturas na cantaria para reduzir a pressão do fluxo da água quando o rio estava cheio.[19].
Com o colapso da ponte Saint-Bénézet, o Ródano em Avignon foi atravessado por ferry até ao início do século XIX. Entre 1806 e 1818 foi construída uma ponte de madeira sobre os dois braços do rio, algumas centenas de metros a sul da antiga ponte na Porte de l'Oulle. O trecho do ramal de Avignon do Ródano foi substituído por uma ponte pênsil em 1843. Esta foi demolida em 1960 com a inauguração da ponte Edouard Daladier. A seção da ponte de madeira sobre o braço Villeneuve do Ródano não foi substituída até 1909. A ponte de pedra substituta, a Nouveau Pont, foi danificada por um bombardeio em 1944 durante a Segunda Guerra Mundial. Foi reparada após a guerra, mas foi substituído pela Pont du Royaume em 1972..

## São Bénézet
Um pastor sem instrução, Bénézet (São Bénézet), nascido por volta de 1165 - falecido por volta de 1184, festa em 14 de abril, santo padroeiro dos construtores de pontes, afirmou que foi divinamente ordenado por Jesus numa visão para construir a ponte num ponto onde a força do Ródano era tão grande que desencorajou até mesmo os engenheiros romanos da antiguidade. O bispo de Avignon, a princípio cético, finalmente aprovou o projeto, e os trabalhos começaram em 1177. Bénézet supostamente superou muitos obstáculos milagrosamente, tanto que a construção da ponte teria causado 18 curas milagrosas. Convencidos de que o trabalho foi ordenado por Deus, patronos ricos formaram a primeira “Irmandade de Construção de Pontes” para financiar o esforço de Bénézet. Ele morreu quatro anos antes da conclusão da ponte e foi sepultado em uma capela construída em um dos pilares. Depois de quase 500 anos, seu corpo foi removido e suas relíquias estão em Saint-Didier, em Avignon.

### Capela de São Nicolau
A Capela de São Nicolau está assentada numa plataforma a montante do segundo cais (entre o segundo e o terceiro arcos). Essa capela da pont] passou por diversas fases de reconstrução e restauro. Está agora dividida em dois pisos, cada um com uma nave e uma abside. O piso superior fica nivelado com a plataforma da ponte e reduz a largura da passarela para 1.75 metros. O piso inferior é acedido por uma escadaria que desce da ponte.
O exterior da capela evidencia obras de reconstrução com janelas bloqueadas na parede sudeste. A nave é coberta por telhas de pedra que assentam sobre uma série de mísulas. A abside poligonal tem telhado plano e fica acima do talha-mar do cais.
A capela inferior com abside decorada com cinco arcos data da segunda metade do século XII. Numa data posterior, talvez já no século XIII, quando o nível da ponte foi elevado, foi inserido na estrutura um piso sustentado por uma abóbada de [[nervura (arquiteutua) nervuras))s|a quadripartidas nervuradas. A capela superior, simples, retangular e com cobertura em abóbada de berço, foi consagrada em 1411. Na capela inferior foi criada uma porta lateral, pois a cantaria da ponte elevada bloqueava a entrada original. Em 1513, uma abside pentagonal com colunas góticas foi adicionada à capela superior.
Em 1670, após o abandono da ponte, as relíquias de São Bénézet foram transferidas para o Hôpital du Pont (também chamado de Hôpital St Bénézet) dentro das muralhas da cidade próximo à portaria.{{sfn|Rouquette|1974|p=232} }
A ponte também foi local de devoção dos barqueiros do Ródano, cujo padroeiro era São Nicolau. Inicialmente o adoravam na Capela de São Nicolau, na própria ponte (onde também foi enterrado o corpo de São Bénézet), mas a crescente dilapidação da ponte dificultou o acesso. Em 1715, a confraria de barqueiros construiu uma capela em terra firme, no lado da ponte de Avignon, fora das muralhas da cidade, próximo à portaria. Essa capela foi destruída pela grande enchente do Ródano ocorrida em 1856. Sobre as ruínas foi construída uma residência para um zelador durante as obras de restauração iniciadas por volta de 1878.{{sfn|Marié|1953|p=130} } A residência foi demolida no âmbito das obras de restauro da ponte e da portaria realizadas na década de 1980.

### Portarias
A ponte teve grande importância estratégica, pois quando foi construída era a única travessia fixa do rio entre Lyon e o Mar Mediterrâneo. Foi também a única travessia fluvial entre o Condado Venaissino, um enclave controlado pelo Papa, e a França propriamente dita sob a autoridade dos reis da França. Como tal, era vigiado de perto em ambos os lados do rio. A margem direita, controlada pela coroa francesa, era dominada pela fortaleza do da Torre Philippe-le-Bel que foi construída no início do século XIV. Em do lado de Avignon, uma grande portaria foi erguida no século XIV e depois amplamente modificada no século XV. A passarela passava por cima da muralha da cidade e descia por uma rampa (agora destruída) que levava à cidade.
Entre 1265 e 1309, outra ponte de pedra foi construída sobre o Ródano, 40 km rio acima de Avignon, no que hoje é Pont-Saint-Esprit, mas então conhecido como Saint -Saturnin-du-Port. Essa ponte Pont-Saint-Esprit tinha originalmente 20 arcos e um comprimento de 500 m. Embora agora um pouco modificada, a ponte medieval sobreviveu até os dias atuais.
A Capela de São Nicolau e os quatro arcos restantes foram listados como Monumento histórico da França em 1840.

## Ponte romana
Conforme datação por radiocarbono data-se entre 290 e 530 DC a construção de tal ponte, correspondendo ao fim do Império Romano. No levantamento dos cais em ruínas no canal de Villeneuve, um cais (listado como número 14) foi encontrado contendo vigas de madeira dentro da alvenaria. Uma amostra desta madeira foi radiodatada para 890 DC. (estimativas de erro não especificadas). Durante a dragagem do canal de Villeneuve, os restos de três grandes madeiras foram recuperadas estacas, duas das quais ainda calçadas com pontas de ferro. Amostras de madeira destas foram enviadas para datação, mas no momento da publicação do artigo os resultados não haviam sido recebidos.
O arqueólogo Dominique Carru, embora aceitasse a data do radiocarbono para a amostra de madeira, argumentou em 1999 que é muito improvável que existisse uma ponte anterior. Não é mencionado nas crônicas sobreviventes da do alto alto período medieval]] e uma ponte teria levado ao desenvolvimento de um centro urbano à direita margem do Ródano em frente a Avignon, semelhantes aos de outras localidades do vale do Ródano, como Trinquetaille]] em frente a Arles e Saint-Romain-en-Gal perto de Vienne, Isère. Não há evidências de um assentamento inicial significativo perto do término da ponte. A principal rota leste-oeste no período romano passava por Tarascon-Beaucaire , Gard, 20 m ao sul, e evitava o rio em Avignon, que era largo e de posição variável.

## Canção "Sur le Pont d'Avignon"
A ponte alcançou fama mundial através de sua comemoração com a canção "Sur le Pont d'Avignon" ("Na Ponte de Avignon"). Uma canção anterior com o mesmo título era popular nos séculos XVI e XVII. A melodia foi publicada por Ottaviano Petrucci em seu Harmonice Musices Odhecaton de 1503–4. O compositor do século XVI Pierre Certon]usou a melodia em uma missa com o título de "Sus le Pont d'Avignon". A versão moderna da canção data de meados do século XIX, quando Adolphe Charles Adam a incluiu na ópera cómica Le Sourd ou l' Auberge pleine que foi apresentada pela primeira vez em Paris em 1853. A ópera foi uma adaptação da comédia de 1790 de Desforges.{{sfn|Anonymous|1853|p=[https:// books.google.com/boo

## Imagens

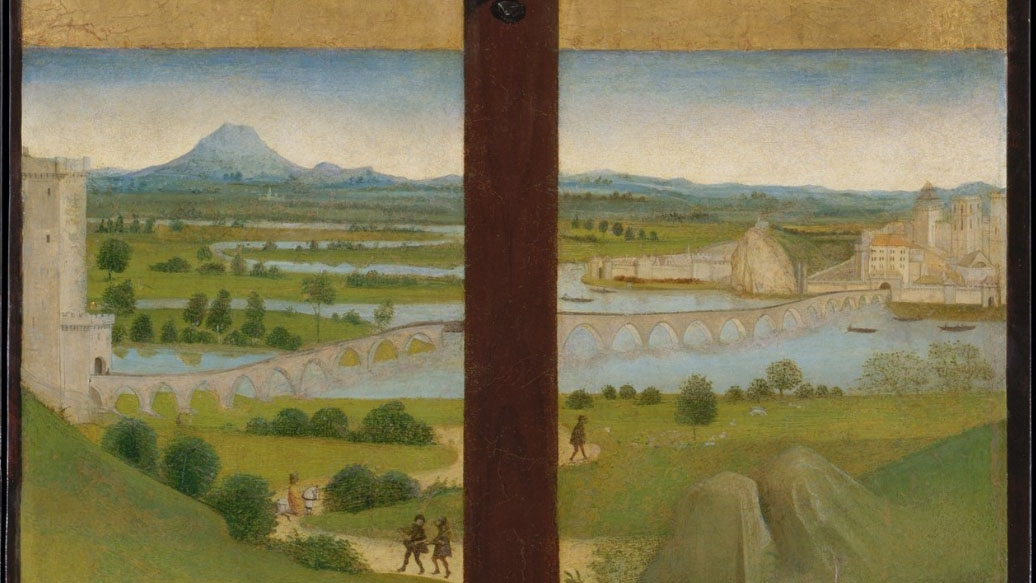
Detalhe do Retábulo de Pérussis, a representação mais antiga da ponte, c. 1480. Um arco próximo ao centro da ponte desabou.
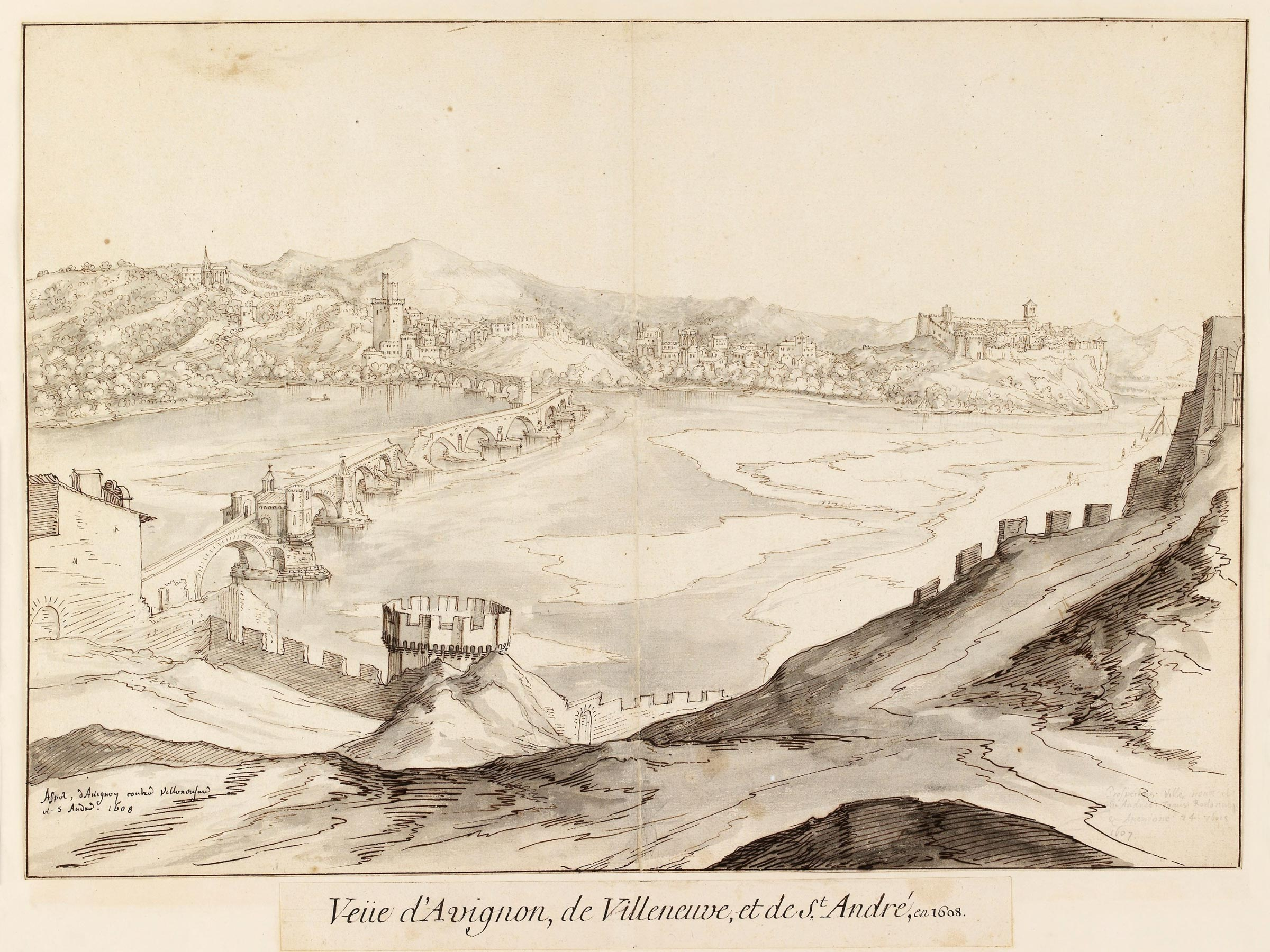
Vista para Villeneuve por Étienne Martellange, 1608. O Arco 7 desabou. Cinco arcos perto de Villeneuve (18-22) ainda estão de pé.
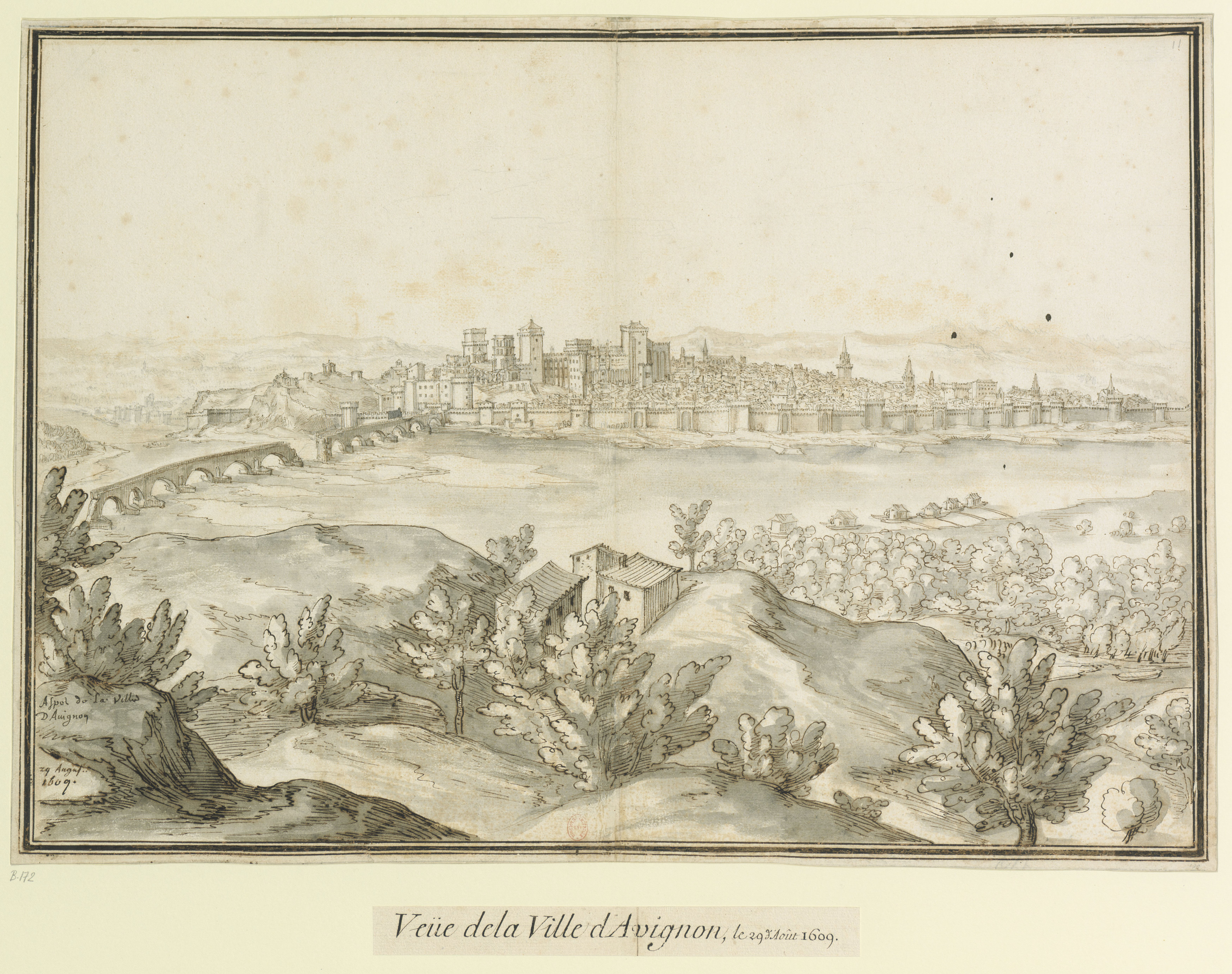
Vista para Avignon de Étienne Martellange, 1609. Os arcos 7 e 14 ruíram.
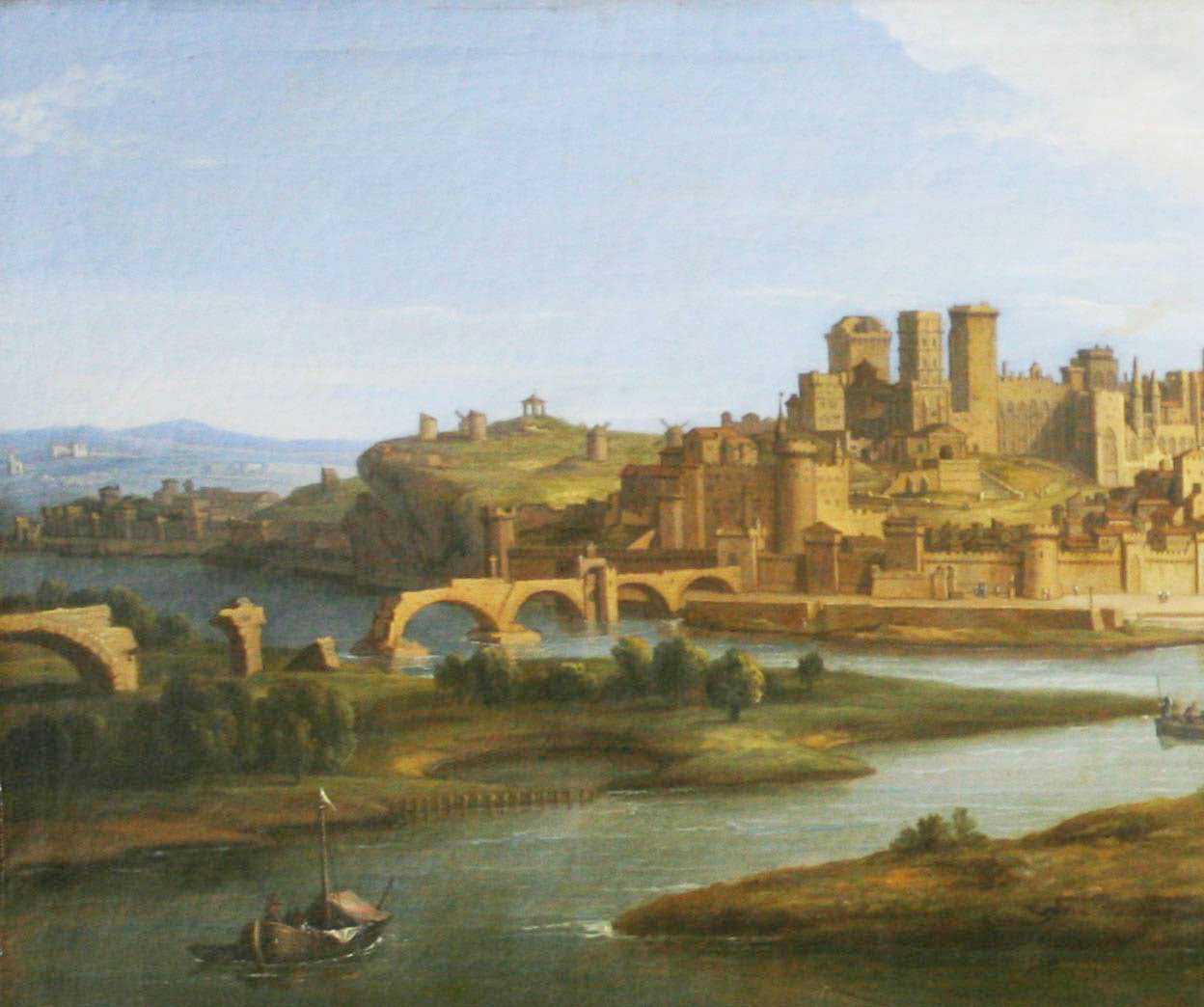
Vista da ponte em 1700 por Robert Bonnart. Os arcos 5 a 7 desabaram.
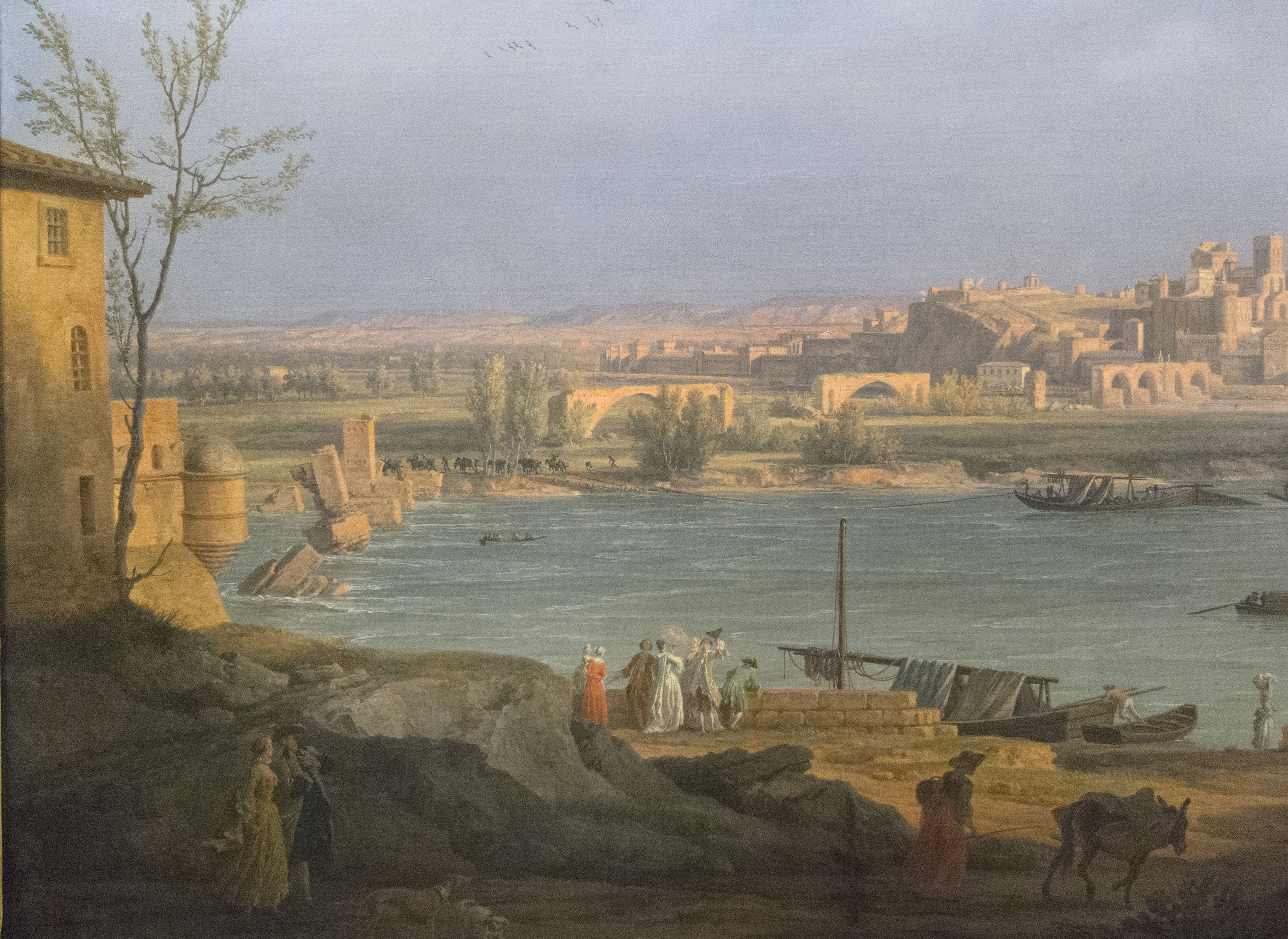
A ponte em ruínas retratada por Joseph Vernet, 1756. Os arcos 9 e 11 ainda estão de pé.
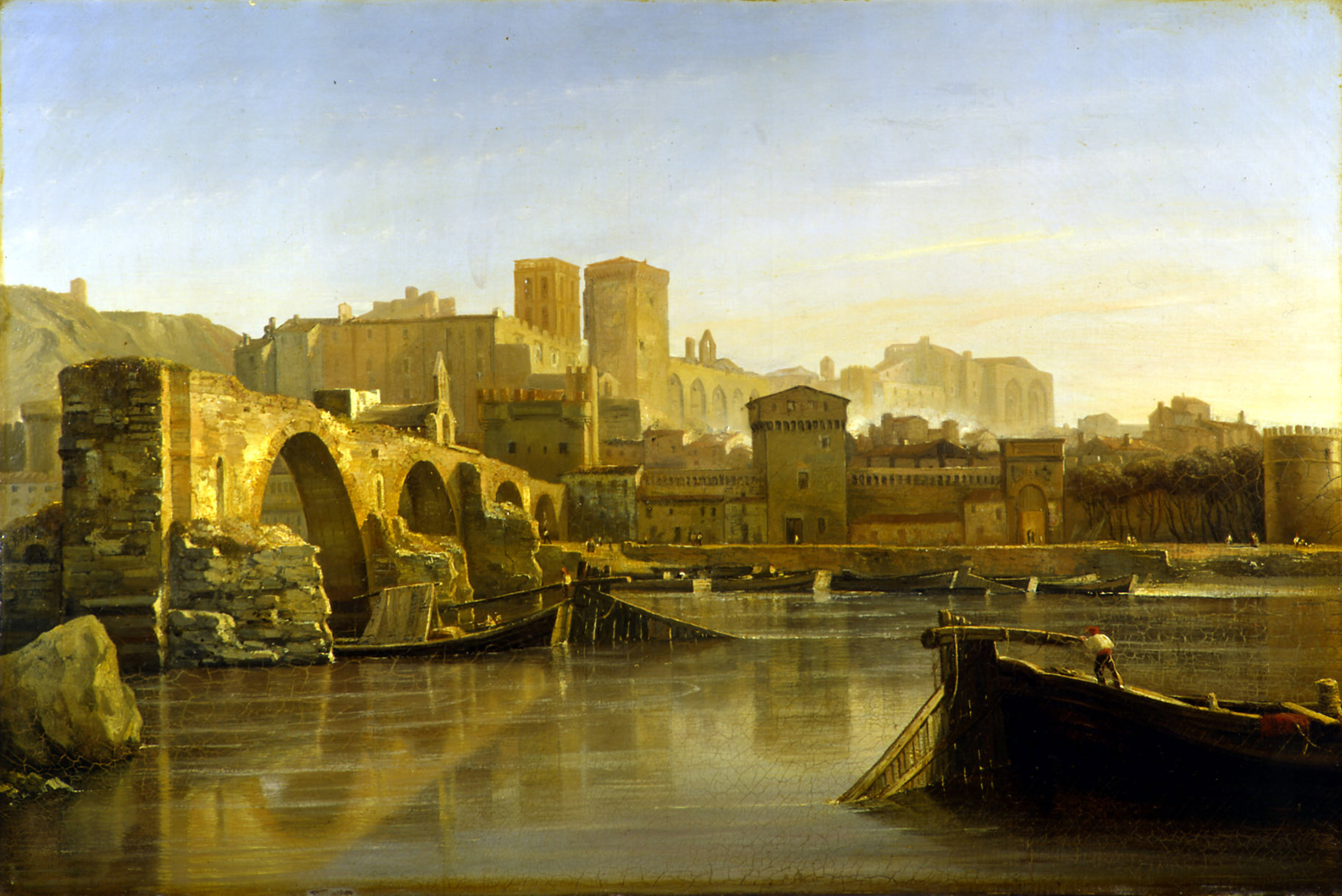
Os quatro arcos sobreviventes representados por Isidore Dagnan em 1833.

## Biblioteca
- Berthelot, Michel (17 de fevereiro de 2014). «Le Pont d'Avignon: combien de piles?» (PDF) (em francês). Modèles et simulations pour l'architecture et le patrimoine, Centre National de la Research Scientifique/Ministère de la Culture et de la Communication
- Breton, Alain (1986–1987). «Les restaurations du pont Saint-Bénézet». Annuaire de la Société des Amis du Palais des Papes et des Monuments d'Avignon (em francês): 87–94
- Chauzat, Françoise; Locci, Jean-Pierre; Reversac, Catherine (2000). Passages d'une rive à l'autre: exposition, juin 2000-avril 2001: Palais des papes-Avignon (em francês). Avignon: Archives départementales de Vaucluse. ISBN 978-2-86084-021-7
- Dupré, Judith (2017). Bridges: A History of the World's Most Spectacular Spans. New York: Hachette/Black Dog & Leventhal Press. ISBN 978-0-316-47380-4
- Falque, Maurice (1908). Étude des procès et contestations sur la propriété du Rhône et de la ville d'Avignon, 1302-1818 (Doctoral Thesis) (em francês e latim). Montpellier: Société anonyme de l'imprimerie générale du Midi
- Pansier, Pierre (1920–1921). «Histoire de l'ordre des frères du pont d'Avignon (1181-1410)». Annales d'Avignon et du Comtat Venaissin (em francês). 7: 7–75
- Pansier, Pierre (1930). «Les chapelles du Pont Saint-Bénézet». Annales d'Avignon et du Comtat Venaissin (em francês). 16: 81–117
- Pichard, George (1995). «Les crues sur le bas Rhône de 1500 à nos jours. Pour une histoire hydro-climatique». Méditerranée (em francês e inglês). 82 (3): 105–116. doi:10.3406/medit.1995.2908
- Romefort, J. de (1930). «La destruction du pont d'Avignon par l'armée de Louis VIII en 1226». Mémoires de l'Institute Historique de Provence (em francês). 7: 149–155
- Rouvet, Massillon (1890). «Le Pont d'Avignon». Réunion des sociétés des beaux-arts des départements en 1890, Quatorzième Session (em francês). Paris: Plon-Nourrit. pp. 262–271
- Rouvet, Massillon (1891). «Le Pont d'Avignon». Réunion des sociétés des beaux-arts des départements en 1891, Quinzième Session (em francês). Paris: Plon-Nourrit. pp. 318–324
- Wallon, Simone (1955). «La chanson 'Sur la pont d'Avignon' au XVIe et XVIIe siècle». Mélanges d'Histoire et d'Esthétique Musicales offerts à Paul-Marie Masson, Volume I (em francês). Paris: Richard-Masse. pp. 185–192